# 임근수
임근수는 컴퓨터 과학자로 공개 소프트웨어 활동을 하고 있다. 그는 삼성종합기술원 전문연구원을 거쳐, 현재까지 구글 미국 본사에서 공개 소프트웨어 관련 연구를 진행하고 있다. 그의 이종사촌 동생은 현 KBO 리그 두산 베어스의 내야수인 박계범이다.

## 공개소프트웨어 운동
- 2001년: 대학시절 리눅스 커널을 분석한 문서가 공개 소프트웨어 개발자들에게 배포되었다[2].
- 2003년-2004년: 국내 공개 소프트웨어의 대부로 불리던 고건 교수 연구실에서 석사 학위를 받았다.
- 2008년: 캐나다에서 개최된 리눅스 심포지엄에 플래시메모리 저장장치와 관련된 논문이 발표되었다.
- 2013년: 공개 소프트웨어의 핵심 기술인 컴퓨터 안정성 관련 측정 및 통합설계 연구로 박사 학위를 받았다.[3]
- 2015년: 구글 클라우드 부서 재직 시절 클라우드에서 동작하는 안드로이드 개발을 이끌었다. 소스 코드가 공개되었다[4].
- 2017년: 안드로이드 v8와 관련된 튜토리얼을 컴퓨터 운영체제 분야의 학술회의(ACM SOSP)에 발표하였다.
- 2019년: 구글 안드로이드 부서 재직 시절 안드로이드 생태계를 위한 공개된 인증 프로그램인 VTS와 CTS-on-GSI 개발을 이끌었다[5]. 수십 억대의 안드로이드 스마트폰에 적용되었다[6].
- 2020년-2023년: 구글 인공지능 음성비서 부서 재직 시절 안드로이드 키보드 사용자를 위한 추천 시스템 개발을 이끌었다. 공개 소프트웨어 기술인 App Actions API를 활용한 특징이 있다[7]. AppSearch API를 활용한 안드로이드 온 디바이스(on-device) 검색 기술을 활용한 제품을 출시하였다[8].
- 2024년-현재: 구글 유튜브 사업부에서 생성형 인공지능을 활용한 소프트웨어 공학 인프라를 개발 중이다.

## 학력
- 연세대학교 공과대학 (학사)
- 서울대학교 일반대학원 (석사)
- 일리노이 대학교 어배너-섐페인 (박사)

## 수상
- 2011년: 삼성 휴먼테크 논문대상 금상[9]
- 2022년: 전기전자공학자협회 (IEEE) Senior Member